# Burnt Store Marina
Burnt Store Marina ist ein census-designated place (CDP) im Lee County im US-Bundesstaat Florida. Das U.S. Census Bureau hat bei der Volkszählung 2020 eine Einwohnerzahl von 1.890 ermittelt.

## Geographie
Burnt Store Marina liegt am Charlotte Harbor und 32 km nordwestlich von Fort Myers. Tampa befindet sich 180 km und Miami 280 km entfernt.

## Demographische Daten
Laut der Volkszählung 2010 verteilten sich die damaligen 1793 Einwohner auf 1961 Haushalte, davon sind die meisten als Zweitwohnsitz genutzte Ferienwohnungen. Die Bevölkerungsdichte lag bei 560,3 Einw./km². 98,8 % der Bevölkerung bezeichneten sich als Weiße, 0,1 % als Afroamerikaner, 0,1 % als Indianer und 0,5 % als Asian Americans. 0,2 % gaben die Angehörigkeit zu einer anderen Ethnie und 0,3 % zu mehreren Ethnien an. 1,6 % der Bevölkerung bestand aus Hispanics oder Latinos.
Im Jahr 2010 lebten in 1,8 % aller Haushalte Kinder unter 18 Jahren sowie 70,9 % aller Haushalte Personen mit mindestens 65 Jahren. 76,1 % der Haushalte waren Familienhaushalte (bestehend aus verheirateten Paaren mit oder ohne Nachkommen bzw. einem Elternteil mit Nachkomme). Die durchschnittliche Größe eines Haushalts lag bei 1,85 Personen und die durchschnittliche Familiengröße bei 2,07 Personen.
1,8 % der Bevölkerung waren jünger als 20 Jahre, 1,9 % waren 20 bis 39 Jahre alt, 16,4 % waren 40 bis 59 Jahre alt und 79,9 % waren mindestens 60 Jahre alt. Das mittlere Alter betrug 67 Jahre. 48,7 % der Bevölkerung waren männlich und 51,3 % weiblich.
Das durchschnittliche Jahreseinkommen lag bei 101.694 $, dabei lebten 2,9 % der Bevölkerung unter der Armutsgrenze
Im Jahr 2000 war Englisch die Muttersprache von 93,48 % der Bevölkerung und deutsch sprachen 6,42 %.